# Babina lini
Babina lini är en groddjursart som först beskrevs av Chou 1999.  Babina lini ingår i släktet Babina och familjen egentliga grodor. IUCN kategoriserar arten globalt som otillräckligt studerad. Inga underarter finns listade.